# Domingo Negro (novela)
Black Sunday (Domingo Negro) es una novela de 1975, escrita por Thomas Harris. Considerada un best-seller, fue su primera novela, y consiguió inicialmente un éxito moderado, hasta que fue vendida en Hollywood para la producción de una película basada en ella. Es la única novela de este autor que no tiene como personaje al Dr. Hannibal Lecter, acerca de quien escribiría sus siguientes cuatro y únicas novelas.

## Masacre de Múnich
La muerte de 11 atletas israelíes en los Juegos Olímpicos de Múnich 1972 fue la inspiración para la elaboración de Domingo Negro (1975), que describe los planes del grupo palestino Septiembre Negro, considerado terrorista, para tomar el control de un dirigible, poner una bomba a bordo y hacerla explotar en la Super Bowl de Nueva Orleans. Fue adaptada al cine en 1977 con el título homónimo, película dirigida por John Frankenheimer y protagonizada por Robert Shaw y Bruce Dern.
- Datos: Q2905480